# Lamento (film, 1988)
Ne doit pas être confondu avec Lamento (film, 2007).
Pour les articles homonymes, voir Lamento.
Pour plus de détails, voir Fiche technique et Distribution.
Lamento est un court métrage réalisé par François Dupeyron et sorti en 1988.
Il a remporté le César du meilleur court métrage de fiction en 1989.

## Fiche technique
- Réalisation : François Dupeyron
- Scénario : François Dupeyron
- Production : Hachette Première
- Image : Pierre Novion
- Musique : Patrice Mestral
- Montage : Françoise Collin
- Durée : 27 minutes
- Date de sortie : 1988

## Distribution
- Monique Chaumette : La mère
- Dominique Faysse : La fille

## Distinctions
- 1989 : César du meilleur court métrage de fiction